# Нгозі Оконджо-Івеала
Нгозі Оконджо-Івеала (нар. 13 червня 1954, Огваші-Уку, Нігерія) — нігерійсько-американська економіст, експерт з міжнародного розвитку. Працює у Standard Chartered, Twitter, Глобальному альянсі з вакцин та імунізації (GAVI) та Африканській системі оцінки ризиків (ARC).
Оконджо-Івеала обіймала посаду економіста з розвитку в Світовому банку протягом 25 років, працювала керівною директоркою з операцій (2007—2011). Вона також двічі обіймала посаду міністра фінансів Нігерії (2003—2006, 2011—2015) під керівництвом президентів Олусегуна Обасанджо та Гудлака Джонатана відповідно.
15 лютого 2021 року Нгозі Оконджо-Івеала стала новою очільницею СОТ.